# Areumda-un geudae-ege
 Areumda-un geudae-ege (hangeul: 아름다운 그대에게, lett. A te che sei bello; titolo internazionale To the Beautiful You, conosciuta anche come For You in Full Blossom) è una serie televisiva sudcoreana trasmessa su SBS dal 15 agosto al 4 ottobre 2012. È il quarto adattamento del manga Hana-Kimi di Hisaya Nakajo.

## Trama
Goo Jae-hee è una ragazza coreana che vive negli Stati Uniti. Un giorno, guardando una gara di atletica in televisione, viene attratta da uno dei concorrenti del salto in alto, Kang Tae-joon. Il giovane atleta diventa il suo idolo e Jae-hee arriva a trasferirsi in Corea per frequentare la stessa scuola del ragazzo, che ha intanto avuto un incidente che potrebbe mettere fine alla sua carriera. Poiché la scuola superiore di Tae-joon è solo maschile, Jae-hee si traveste da maschio e diventa la compagna di stanza di Tae-joon, che però la disprezza.
Un giorno, il fratello maggiore di Jae-hee, Daniel Dawson, arriva in Corea, scopre quello che la sorella sta facendo e le impone di lasciare la scuola. La loro conversazione viene origliata da Tae-joon, che apprende il segreto di Jae-hee, ma finge di non sapere nulla. Il ragazzo decide di non dire nulla a nessuno e presto inizia a provare dei sentimenti per Jae-hee.

## Personaggi

### Personaggi principali
- Goo Jae-hee/Jay Dawson, interpretata da Sulli.
- Kang Tae-joon, interpretato da Choi Min-ho.
- Cha Eun-gyeol, interpretato da Lee Hyun-woo.

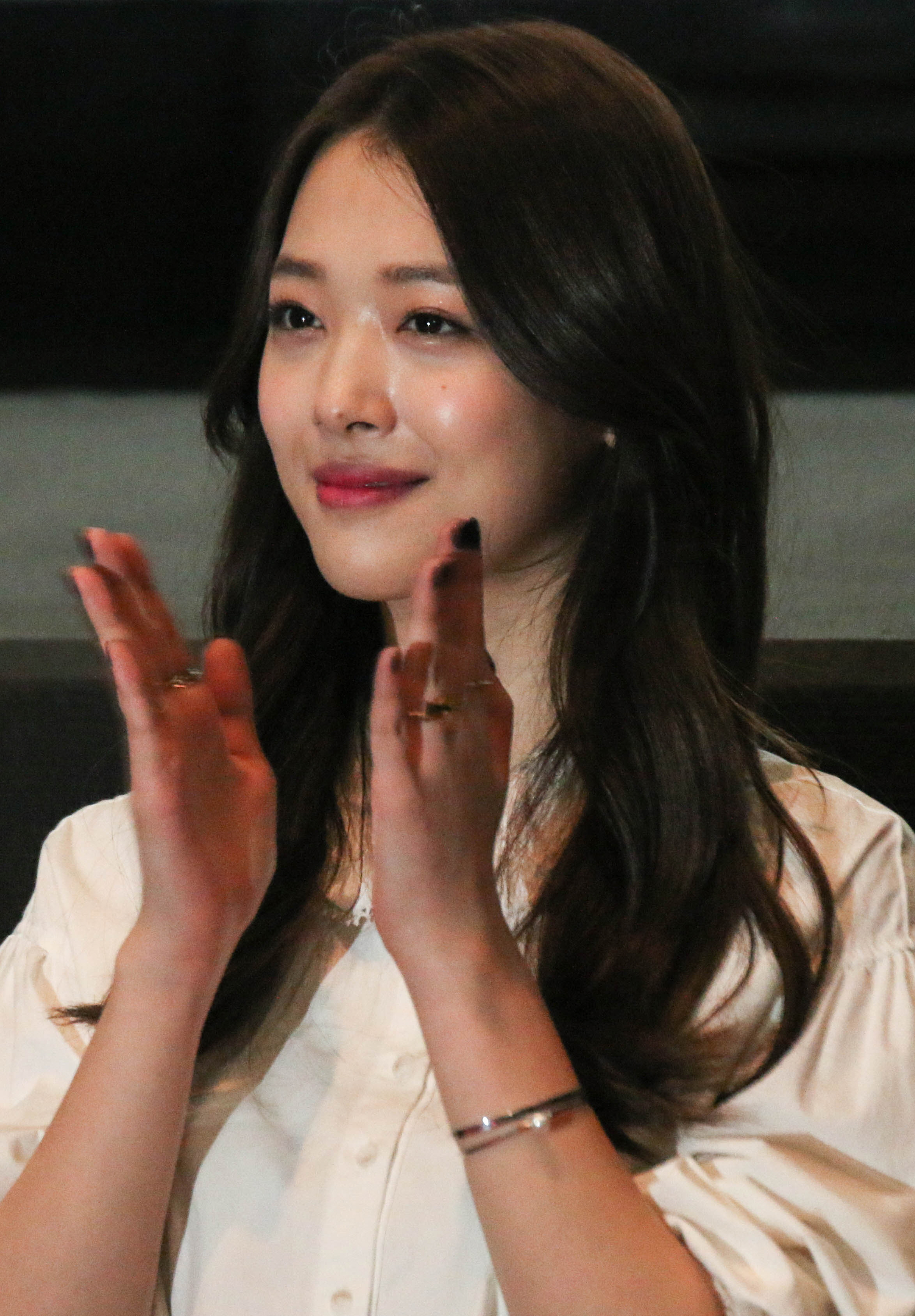
Sulli interpreta Goo Jae-hee.
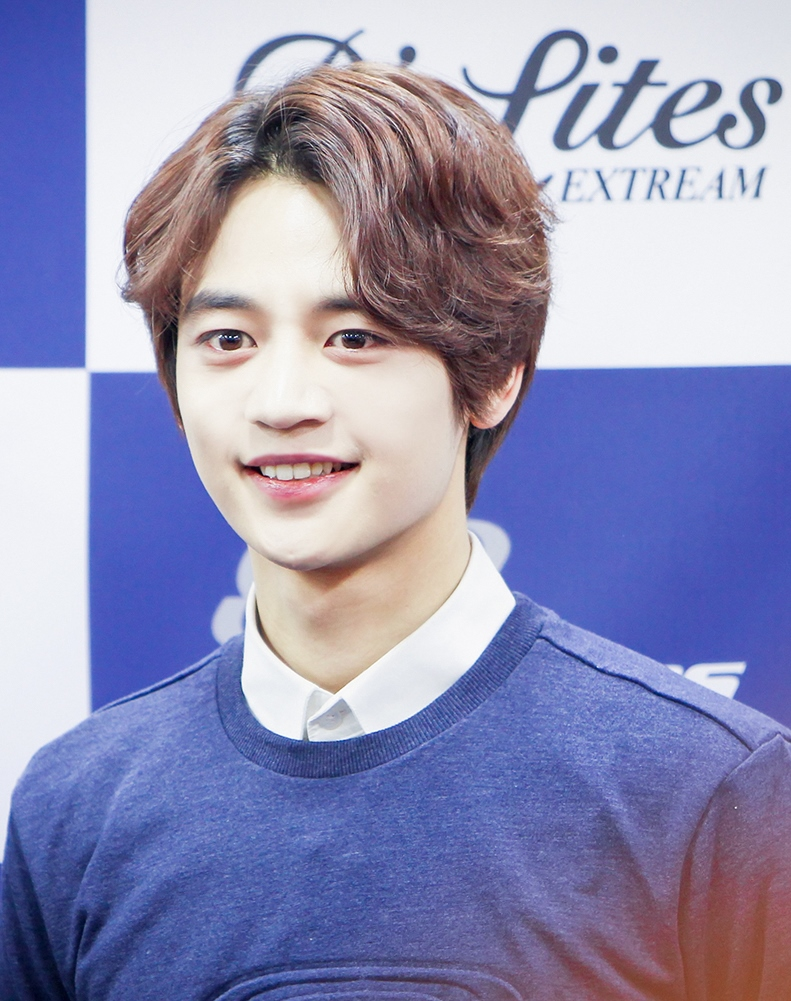
Choi Min-ho interpreta Kang Tae-joon.
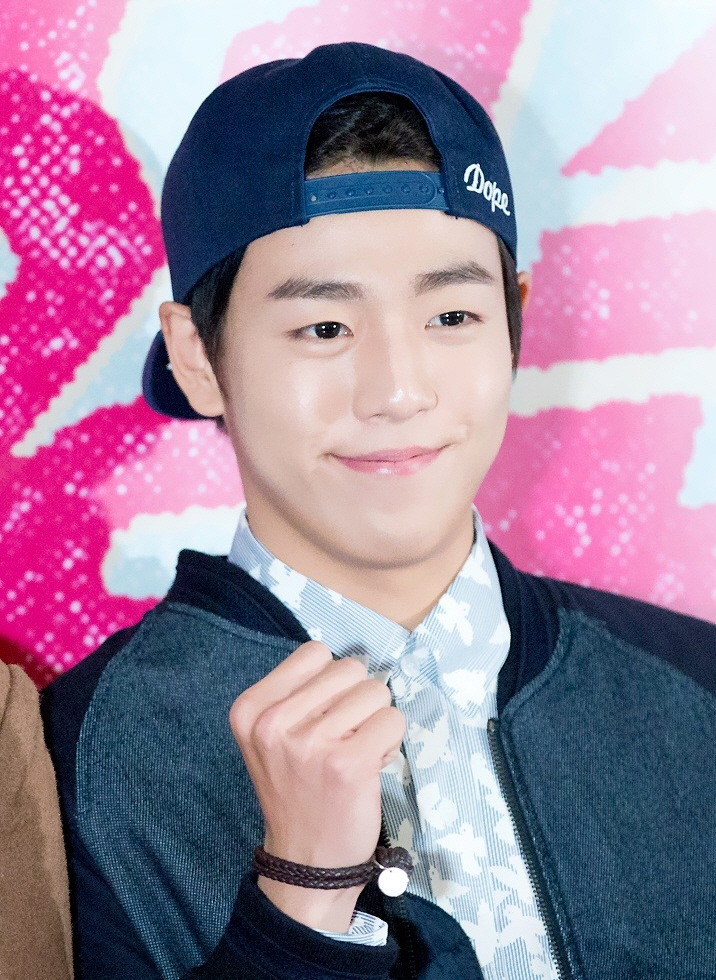
Lee Hyun-woo interpreta Cha Eun-gyeol.

### Studenti
- Ha Seung-ri, interpretato da Seo Jun-young.
- Song Jong-min, interpretato da Hwang Kwang-hee.
- Min Hyeon-jae, interpretato da Kang Ha-neul.
- Jo Young-man, interpretato da Yoo Min-kyu.
- Na Cheol-soo, interpretato da Kim Ian.

### Altri personaggi
- Jang Min-woo, interpretato da Ki Tae-young.
- Byeon Gwang-min, interpretato da Kang Kyung-joon.
- Seol Han-na, interpretata da Kim Ji-won.
- Lee So-jeong, interpretata da Lee Young-eun.
- Direttrice Kang, interpretata da Lee Ah-hyun.
- Yang Seo-yoon, interpretata da Ahn Hye-kyung.
- Kang Geun-wook, interpretato da Sunwoo Jae-duk.
- Hwang Gye-bong, interpretato da Lee Han-wi.
- Daniel Dawson, interpretato da Julien Kang.
- John Kim, interpretato da Kim Woo-bin.
- Lee Eun-yeong, interpretata da Yura.
- Hwang Bo-hee, interpretata da Jung Eun-joo.
- Shin Myeong-hwa, interpretata da Song Ji-soo.
- Min-wook, interpretato da Choi Jong-yoon.

## Ascolti
| Episodio | Data di trasmissione | Dati TNSM           | Dati TNSM                  | Dati AGB            | Dati AGB                   |
| Episodio | Data di trasmissione | A livello nazionale | Area metropolitana di Seul | A livello nazionale | Area metropolitana di Seul |
| -------- | -------------------- | ------------------- | -------------------------- | ------------------- | -------------------------- |
| 1        | 15 agosto 2012       | 6,4%                | 7,9%                       | 7,3%                | 9,3%                       |
| 2        | 16 agosto 2012       | 5,8%                | 7,0%                       | 5,7%                | 8,1%                       |
| 3        | 22 agosto 2012       | 4,8%                | 5,7%                       | 5,1%                | 8,4%                       |
| 4        | 23 agosto 2012       | 5,9%                | 7,2%                       | 5,4%                | 8,4%                       |
| 5        | 29 agosto 2012       | 4,3%                | 5,1%                       | 4,8%                | 7,9%                       |
| 6        | 30 agosto 2012       | 5,8%                | 8,4%                       | 5,6%                | 8,5%                       |
| 7        | 5 settembre 2012     | 4,7%                | 8,3%                       | 4,6%                | 7,8%                       |
| 8        | 6 settembre 2012     | 5,4%                | 8,7%                       | 5,4%                | 7,6%                       |
| 9        | 12 settembre 2012    | 5,5%                | 6,7%                       | 5,4%                | 7,9%                       |
| 10       | 13 settembre 2012    | 5,8%                | 9,9%                       | 5,8%                | 8,6%                       |
| 11       | 19 settembre 2012    | 4,3%                | 5,3%                       | 4,2%                | 7,3%                       |
| 12       | 20 settembre 2012    | 5,1%                | 8,1%                       | 4,6%                | 7,3%                       |
| 13       | 26 settembre 2012    | 4,4%                | 5,3%                       | 4,4%                | 8,0%                       |
| 14       | 27 settembre 2012    | 4,8%                | 8,4%                       | 4,8%                | 8,0%                       |
| 15       | 3 ottobre 2012       | 4,0%                | 4,7%                       | 4,1%                | 8,7%                       |
| 16       | 4 ottobre 2012       | 5,3%                | 5,6%                       | 5,2%                | 5,9%                       |
| Media    | Media                | 5,1%                | -                          | 5,1%                | -                          |

## Colonna sonora
1. Butterfly – Jessica e Krystal
2. Stand Up (일어나) – J-Min
3. It's Me (나야) – Sunny e Luna
4. In Your Eyes – Onew
5. Rise & Shine (아름다운 그대에게) – Kyuhyun e Tiffany
6. SKY – Super Junior-K.R.Y
7. Closer (가까이) – Taeyeon
8. Maybe We... (어쩌면 우린) – Dana
9. U (너란 말야) – Taemin
10. Butterfly (acustica) – Jessica e Krystal
11. Road to Winning
12. The Flying Boy
13. I'm a Transfer
14. Love is All Around
15. Love, Love, Love
16. Oh! Lovely Day
17. My Mom's Memories
18. The Day
19. Windows of My Eyes
20. Nervous Dream
21. Fallen Angel
22. One Fine Day
23. One Somber Day
24. Good Man
25. Stay Forever

## Riconoscimenti
| Anno | Premio           | Categoria           | Ricevente    | Risultato       |
| ---- | ---------------- | ------------------- | ------------ | --------------- |
| 2012 | SBS Drama Awards | Premio nuova stella | Minho        | Vincitore/trice |
| 2012 | SBS Drama Awards | Premio nuova stella | Lee Hyun-woo | Vincitore/trice |
| 2012 | SBS Drama Awards | Premio nuova stella | Sulli        | Vincitore/trice |

## Distribuzioni internazionali
| Paese       | Canale/i                  | Prima TV                  | Titolo adottato      |
| ----------- | ------------------------- | ------------------------- | -------------------- |
| Hong Kong   | nowTV                     | 8 gennaio-7 febbraio 2013 | 花樣少男少女         |
| Filippine   | ABS-CBN                   | 15 aprile-21 giugno 2013  | To the Beautiful You |
| Malaysia    | ONE TV ASIA               | 7 aprile-6 maggio 2014    | 致美丽的你           |
| Singapore   | ONE TV ASIA               |                           |                      |
| Giappone    | LaLaTV                    |                           |                      |
| Indonesia   | Indosiar                  |                           | To the Beautiful You |
| Stati Uniti | SBS International         |                           | To the Beautiful You |
| Canada      | All TV                    |                           |                      |
| Taiwan      | GTV                       |                           | 致美麗的你           |
| Francia     | Vlexhan Distribution SPRL |                           | To the Beautiful You |